# Iñigo Iturrate Ibarra
Iñigo Iturrate Ibarra (Bilbao, Vizcaya, 20 de enero de 1963) es un político español de ideología nacionalista vasca. Fue miembro de las Juntas Generales de Vizcaya, Director de Igualdad y Derechos Ciudadanos de la Diputación Foral de Vizcaya y actualmente es miembro del Parlamento Vasco.

## Biografía

### Inicios
Nació el 20 de enero de 1963 en las Siete Calles de Bilbao. De familia nacionalista vasca, se afilió siendo joven a EAJ-PNV y también formó parte de sus juventudes, EGI.
De profesión animador sociocultural, también cursó estudios en Derecho. Profesionalmente, dio sus primeros pasos en el mundo laboral en el Instituto Labayru, para posteriormente dedicarse a la gestión y organización de actividades culturales y de ocio.

### Cargos políticos e institucionales
Comenzó su andadura política en 1991, cuando entró como miembro de las Juntas Generales de Vizcaya durante el IV Mandato, cargo que ocupó hasta 2007, final del VII Mandato.
Ese mismo año fue nombrado Director de Igualdad y Derechos Ciudadanos de la Diputación Foral de Vizcaya, cargo que ocupó hasta 2009, siendo sustituido por Josu Bergara López.
El 3 de abril de 2007 accedió al Parlamento Vasco como electo por Vizcaya, cargo que actualmente ocupa. En todas las legislaturas desde entonces, ha sido miembro de la Mesa del Parlamento, desde Vicepresidente Segundo hasta Secretario Primero, pasando por el cargo de Secretario Segundo.

### Otros cargos
Además de los diferentes cargos políticos e institucionales ocupados, Iturrate fue miembro del Consejo Rector del Ayuntamiento de Mendexa entre 2007 y 2011, Miembro del Consejo Rector de Emakunde entre 2007 y 2009 y Miembro del Consejo Asesor de RTVE en el País Vasco como representante del Parlamento Vasco entre 2002 y 2010.